# كيث ماكورماك
كيث ماكورماك (بالإنجليزية: Keith McCormack)‏ هو كاتب أغاني ومغن مؤلف وعازف قيثارة وملحن أمريكي، ولد في 19 أكتوبر 1940 في دالهارت في الولايات المتحدة، وتوفي في 10 أبريل 2015 في سبرينغفيلد في الولايات المتحدة.

## وصلات خارجية
- كيث ماكورماك على موقع ميوزك برينز (الإنجليزية)
- كيث ماكورماك على موقع ديسكوغز (الإنجليزية)